# Todd McFarlane's Spawn: The Video Game
Todd McFarlane's Spawn: The Video Game est un jeu vidéo de type beat them all mettant en scène le personnage Spawn de l'auteur de bandes dessinées, Todd McFarlane. Il est développé par Ukiyotei et édité par Acclaim Entertainment sur Super Nintendo en 1995.